# Psorosa africana
Psorosa africana är en fjärilsart som beskrevs av Boris Ivan Balinsky 1991. Psorosa africana ingår i släktet Psorosa och familjen mott. Inga underarter finns listade i Catalogue of Life.